# 社会民主洪查基安党
社会民主洪查基安党（羅馬化：Sots’ial Demokrat Hnch’akyan Kusakts’ut’yun；缩写为ՍԴՀԿ）是亚美尼亚和黎巴嫩的一个社会民主主义和亚美尼亚民族主义政党，为亚美尼亚现存政党中最古老的一个。1887年，一群亚美尼亚人学生在瑞士日内瓦建立该党。它是第一个在奥斯曼帝国和伊朗（当时称为波斯）运作的社会主义政党。其创始人包括阿维蒂斯·纳扎尔贝基安、玛丽亚姆·瓦尔达尼安、吉沃尔·哈拉杰安、鲁本·汗-阿扎特、克里斯托弗·奥哈尼安、加布里埃尔·卡菲安和马努埃尔·马努埃利安。该党的最初目标是通过亚美尼亚民族解放运动使亚美尼亚从奥斯曼帝国独立。
该党得名于其党报《洪查克》（意为“号角”或“钟声”），这个名称被其成员解读为“呼唤或觉醒，象征启蒙与自由”。
该党曾加入第二国际。